# Campionat del Món de Trial 2021
|  | Per al campionat del món en pista coberta d'aquell any, vegeu Campionat del Món de X-Trial 2021 |

La temporada de 2021 del Campionat del Món de trial fou la 47a edició d'aquest campionat, organitzat per la FIM. El calendari oficial constava de 9 proves puntuables, celebrades entre el 12 de juny i el 18 de setembre. Dues de les proves programades es disputaren als Països Catalans: el Gran Premi d'Andorra a Sant Julià de Lòria els dies 21 i 22 d'agost. Tal com va passar l'any anterior, el calendari previst inicialment va patir diversos canvis a causa de la pandèmia de COVID-19.
Toni Bou va guanyar el quinzè dels seus 18 campionats mundials a l'aire lliure (a data de 2024). El subcampió fou un cop més Adam Raga i el tercer, Jaime Busto, repetint-se doncs el mateix resultat de l'any anterior pel que fa al podi. Miquel Gelabert obtingué el seu millor resultat al mundial en quedar cinquè amb la Gas Gas, per darrere de Matteo Grattarola. Jeroni Fajardo, en canvi, va baixar aquell any fins a una inusual vuitena posició final.
Tal com va passar l'any anterior, dos gallecs es van classificar entre els deu primers: Gabriel Marcelli fou setè i Jorge Casales, novè.
Aquella fou la darrera temporada en actiu de Takahisa Fujinami, que va anunciar la seva retirada definitiva de les competicions en acabar el campionat. El japonès se'n va anar amb el bon record d'una victòria (a la segona ronda, a Itàlia) i havent-se classificat sisè, el segon millor de l'equip de Montesa, tot just dos punts per davant del tercer pilot classificat amb aquesta marca, Marcelli.

## Sistema de puntuació
Barem de puntuació a partir de 1984:
| Posició | 1  | 2  | 3  | 4  | 5  | 6  | 7 | 8 | 9 | 10 | 11 | 12 | 13 | 14 | 15 |
| Punts   | 20 | 17 | 15 | 13 | 11 | 10 | 9 | 8 | 7 | 6  | 5  | 4  | 3  | 2  | 1  |

## Calendari
| Ronda | Data           | Gran Premi | Lloc                | Guanyador         |
| ----- | -------------- | ---------- | ------------------- | ----------------- |
| 1     | 12 de juny     | Itàlia     | Tolmezzo            | Toni Bou          |
| 2     | 13 de juny     | Itàlia     | Tolmezzo            | Takahisa Fujinami |
| 3     | 4 de juliol    | França     | Charade             | Toni Bou          |
| 4     | 21 d'agost     | França     | Charade             | Toni Bou          |
| 5     | 22 d'agost     | Andorra    | Sant Julià de Lòria | Adam Raga         |
| 6     | 29 d'agost     | França     | Isola 2000          | Toni Bou          |
| 7     | 11 de setembre | Espanya    | P. de las Regueras  | Toni Bou          |
| 8     | 12 de setembre | Espanya    | P. de las Regueras  | Toni Bou          |
| 9     | 18 de setembre | Portugal   | Gouveia             | Toni Bou          |

1. ↑  A Igüeña, província de Lleó

## Classificació final
| Posició | Pilot             | Motocicleta | Punts |
| ------- | ----------------- | ----------- | ----- |
| 1       | Toni Bou          | Montesa     | 172   |
| 2       | Adam Raga         | TRRS        | 150   |
| 3       | Jaime Busto       | Vertigo     | 122   |
| 4       | Matteo Grattarola | Beta        | 112   |
| 5       | Miquel Gelabert   | Gas Gas     | 95    |
| 6       | Takahisa Fujinami | Montesa     | 94    |
| 7       | Gabriel Marcelli  | Montesa     | 92    |
| 8       | Jeroni Fajardo    | Sherco      | 80    |
| 9       | Jorge Casales     | Gas Gas     | 57    |
| 10      | Benoit Bincaz     | Beta        | 38    |